# Michèle Mattusch
Michèle Mattusch (* 29. August 1958 in Erfurt) ist eine deutsche Romanistin. Bis 2023 war sie Professorin (C 3) am Institut für Romanistik der Humboldt-Universität zu Berlin.
Mattusch studierte von 1977 bis 1981 französische und rumänische Sprache und Literatur an der Universität Bukarest. Anschließend war sie in befristetem Arbeitsverhältnis Assistentin im Sachgebiet Rumänische Literatur an der HU Berlin und promovierte (Promotion A) im Jahre 1985. Die sich anschließende unbefristete Assistenz nutzte Mattusch zur Fertigung der Promotion B im Jahre 1989.
1994 wurde sie auf die Professur für rumänische, französische und italienische Literatur an der HU Berlin berufen.